# 4144-es mellékút (Magyarország)
A 4144-es számú közút egy közel 4 kilométer hosszú, négy számjegyű országos közút Szabolcs-Szatmár-Bereg vármegye keleti részén. Kisnamény és Csaholc között húzódik, de mivel a Szatmári-síkság erdőháti részének szinte egyetlen, hozzávetőleg észak-déli irányt követő összekötő útja, így az inkább keresztirányú közutakkal szabdalt térségben több más település közúti közlekedésében is jelentőséggel bír.

## Nyomvonala
Kisnamény központjának keleti részén ágazik ki a 4141-es útból, annak a 6. kilométere közelében, észak-északkelet felé. Mintegy 150 méter után kilép a belterületről, de ezután is szinte nyílegyenesen halad, a községhatárig – amit körülbelül 2,3 kilométer után ér el –, sőt tovább is, már Csaholc területén. A 3. kilométere táján egy kisebb iránytörése következik, ami által északkeleti irányt vesz, nagyjából fél kilométerrel ezután pedig eléri Csaholc belterületének délnyugati szélét. Kevéssel ezt követően véget is ér, beletorkollva a 4132-es útba, annak a 10. kilométere közelében.
Teljes hossza, az országos közutak térképes nyilvántartását szolgáló kira.gov.hu adatbázisa szerint 3,714 kilométer.

## Települések az út mentén
- Kisnamény
- Csaholc